# Opius quasipulvis
Opius quasipulvis är en stekelart som beskrevs av Fischer 1989. Opius quasipulvis ingår i släktet Opius och familjen bracksteklar. Inga underarter finns listade i Catalogue of Life.